# Solomons sång
Solomons sång, originaltitel Song of Solomon, är en roman av den amerikanska författaren Toni Morrison från 1977 (svensk översättning 1978). Boken följer Macon "Milkman" Dead III:s liv, en afroamerikansk man från Michigan, där han bodde från födseln tills han blev vuxen. 
Boken vann National Books Critics Award, valdes in i Oprah Winfreys kända bokklubb och refererades till av Svenska Akademien när de gav Morrison 1993 års nobelpris i litteratur.

## Handling
Bokens protagonist kallas Milkman, men heter egentligen, precis som sin far och farfar, Macon Dead. Han arbetar som hyresindrivare åt sin far, som är en av stadens rikaste svarta under 1960-talet. Det förflutna är dock allt annat än muntert; hans farfar, som drev ett framgångsrikt jordbruk i Pennsylvania, blev mördad av vita, och hans far och faster - Pilate - som då bara var barn, lyckades fly undan. De två syskonen separerade efter ett gräl, som fick Macon att hata sin syster. När Milkman får reda på hemligheten som orsakade grälet, som hade att göra med gömt guld, bestämmer han sig för att leta reda på guldet, samtidigt som hans familjs historia successivt träder fram.
Milkman ger sig alltså av för att söka upp guldet på familjens gamla jordbruk i Pennsylvania. Han stannar till vid det ruttnande Butler Manion, där de vita som mördade hans farfar tidigare bodde. Han träffar på Circe, en nästan onaturligt gammal före detta slav åt Butler, som även gömde undan Milkmans far och faster efter att deras far mördats. Hon berättar små delar av Milkmans familjehistoria, vilket får honom att bege sig mot staden Shalimar. Där får han sedermera reda på att hans farfarsfar Solomon sades ha undflytt slaveriet genom att flyga tillbaka till Afrika, lämnandes bakom sig 21 barn och hans fru Ryna, som därav blir mentalt galen. När han återvänder får han reda på att Hagar, Pilates dotterdotter, som är galet förälskad i honom och försökt mörda honom sex gånger, dött av brustet hjärta. Han tar med sig Pilate tillbaka till Shalimar, där hon av en olycka blir ihjälskjuten av Guitar, Milkmans bästa vän, som egentligen försökte mörda Milkman, då han trodde att Milkman försökte lura honom på den del av guldet som Guitar skulle få.
Romanen slutar vid en kritisk punkt. I ett försök att konfrontera och återansluta med Guitar hoppar Milkman mot Guitar - och sin egen död - varpå han uttrycker sin svårvunna psykologiska sanning: "om du överlämnar dig till luften kan du rida på den" Milkmans död avslutar romanens cirkel, som börjar med att försäkringsmannen Robert Smith genomför en suicidal "flygning"  till Milkmans självuppoffrande "flygning".

## Romanfigurer
- Protagonisten Macon "Milkman" Dead III fick sitt smeknamn på grund av att han ammades under barndomen (när han var så gammal att han bar byxor med resår istället för blöja, och att han själv glömt bort händelsen, vilket indikerar att han var ganska ung). En av Milkmans fars anställda, Freddie, råkar se honom när han ammas genom fönstret, och han får snabbt ett rykte att vara "Mammas pojke".

- Milkman har två systrar, "First Corinthians" och "Magdalene called Lena". Döttrarna i familjen får sitt namn genom att nål i Bibeln, medan den äldste sonen namnges efter sin far. Den första Macon Dead fick sitt namn från ett administrativt misstag då Milkmans farfar var tvungen att registrera sig efter slaveriets slut.

- Milkmans mor (Ruth Foster Dead) är stadens enda svarta doktors dotter. Hon får sin man att känna sig otillräcklig, och det är tydligt att hon dyrkade sin far, doktor Foster, till besatthet. Hennes man hävdar att han vid doktorns död fann Ruth i säng med den döda kroppen, sugande på hans fingrar. Ruth berättar senare för Milkman att hon knäböjde vid faderns säng och kysste den enda del av honom som inte än hade påverkats av den sjukdom han dog av. Dessa motsägelsefulla berättelser visar problemen mellan Milkmans föräldrar, och visar honom att "sanningen" är svår eller omöjlig att erfara. Macon (Jr.), Milkmans far, är ofta våldsam gentemot Ruth då han tror att hon var sexuellt involverad med sin fader, och älskade honom mer än hennes man. Vid ett tillfälle slår Milkman sin far efter att hans far slår hans mor, vilket visar den växande klyftan mellan far och son.

- Pilate, Macon Dead Jr.:s syster tillika Milkmans faster, ses som uppfostrande - en modergudinna. Pilate, som föddes utan naveln, är ganska mystisk, och det antyds att hon är gudomlig - en kvinnlig Kristus - trots hennes namn. Macon har inte talat med sin syster i åratal och håller henne inte för högt. Hon, liksom Macon, har tvingats klara sig själv från en tidig ålder efter mordet på deras fader, men hon har bearbetat sitt förflutna på ett helt annat sätt än Macon, som har samlat pengar för att visa sin kärlek till sin far.

- Pilate har en dotter, Reba, och en dotterdotter, Hagar. Hagar blir desperat och tvångsmässigt förälskad i Milkman, och klarar inte av hans avvisande, varför hon försöker mörda honom minst sex gånger.

- Även Guitar, Milkmans bästa vän, försöker mörda Milkman mer än en gång, då han felaktigt misstänker att Milkman har lurat honom på gömt guld, som han hade tänkt använda för att hjälpa sin grupp "Seven Days" ekonomiskt att hämnddöda i gensvar till mord på svarta.

## Teman

### Namn
Bokens motto är "Fäderna må sväva/ Och barnen må veta deras namn." Vikten av namn och namngivning bland karaktärerna ligger i ett namns förmåga att antyda eller avslöja gömda sanningar om personlig identitet. I romanen har namn en aktiv roll. De hjälper en att erhålla självkännedom, koppla till sin historia, och kan till och med ändra en till både det bättre och det sämre.
Namn kan både vara förtryckande och befriande. När Macon "Milkman" Dead upptäcker sin farfars riktiga namn blir han stolt över sig själv och sin familj. Milkmans smeknamn beskriver honom bättre än hans riktiga namn, vilket tyder på att födelsenamn ofta är opålitliga. Därför ges ofta smeknamn, som exempelvis "Not Doctor Street" i boken; smeknamnet är mer beskrivande än det officiella namnet.
Hagar är, enligt Oxford English Dictionary, förutom namnet på en biblisk figur (Ismaels mor), en obsolet form av verbet "hag" som betyder att tortera eller skrämma som en häxa", eller "plåga som en mardröm", vilket skulle kunna tolkas som att hennes försök att mörda Milkman är ett sätt att uppnå hennes namns krav. Enligt bibeln föder Hagar en son åt Abraham och utesluts sedan ur familjen, vilket har likheter med det sätt som Milkman exkluderar Hagar på i boken.
Circe är även namnet på en trollkvinna i Odyssén som ger Odysseus viktig hjälp för sin hemfärd, vilket är likt Circes roll i boken. Guitars efternamn Bains, homonym till "banes" (fördärv, gift, död), vilket antyder både det förtryck han upplevt och det faktum att han är en lönnmördare.

### Identitet
Milkmans identitetssökande som svart man i 1900-talets USA är också ett framträdande tema, då han successivt försöker foga samman hans förfäders historia, genom att resa i hans fars och fasters fotspår, sökande för sitt ursprung. Källor till och betydelser av namn knyter samman i detta sökande efter identitet.

### Flygning
Flygning presenteras som ett av de enda sätt som man kan uppnå frihet på, i en annars kvävande värld. Även om den exakta betydelsen av flygning, i både den bokstavliga och figurativa betydelsen, ändras i takt med att romanen fortlöper, är Milkmans fascination för flygning konstant. När Milkman slutligen bestämmer sig för att "flyga" bevisar han för läsarna att det är ens handlingar, och inte ens namn, som gör ens historia värd att minnas.
Milkman jämförs metaforiskt som en påfågel, som har för tunga och stora vingar för att kunna flyga, och han är i början av boken således en "flyglös fågel" som tyngs ner av sin stolthet, sökande efter guld och färgat släktskap. När han "överlåter sig till luften" och gör sig fri från samhällsbördor kan han verkligen "flyga" i livet och sväva ovan fördomar, likt hans förfader Solomon. Samtidigt som flygningen kan vara ens flykt från kvävande omständigheter ärrar det de som lämnas kvar. Samtidigt som Solomon lämnar slaveriet i Virginia överger han sin fru och 21 barn. Milkmans flygning från Michigan gör honom fri från Not Doctor Streets död men får Hagar att dö av brustet hjärta. Romanens motto försöker bryta sambandet mellan att flyga och att vara övergiven, genom Pilate, som kan flyga utan att aldrig lyfta från marken; vara fri från underkuvning utan att lämna någon bakom sig.

### Sång
Sång är ett tema från romanens början till dess slut. När Mr. Smith begick självmord sjöng Pilate sången "O sugarman done fly...", och samma sång upprepades efter att han begått självmord. Den sång som människorna i Shalimar sjunger guidar Milkman i sin resa för att upptäcka familjens historia. När Hagar dör sjunger både Pilate och Reba för att lätta sorgen. Sång fungerar som ett sätt att bevara länken till bortglömd familjehistoria. Sånger fungerade som historiaböcker i en tid med hög analfabetism.

### Jämställdhet
Genom boken är män i allmänhet mäktiga och kontrollerar kvinnor på flera sätt. De är lämnade bakom, och är fast i giftermål och underkuvande positioner: Macon Deads våld mot Ruth, Milkmans ignorans gentemot Hagar, och så vidare. Det enda riktiga undantaget är Pilate, som Milkman beskriver som en kvinna som kan flyga utan att lämna marken, vilket kan tolkas både litterärt och metaforiskt. Litterärt svepte en fågel ner och plockade upp hennes låda med hennes namn i det och flög i väg, vilket på sätt och vis kan tolkas som att hon flög. Metaforiskt indikerar flygning, genom hela romanen, på att hon gjorde något viktigt med sitt liv och skapade sin egen historia. De enda kvinnor som kan leva självständigt utan män, utan någon beroendeställning gentemot män, och som inte är besatt förälskade i män, är de som marginaliserats av samhället.